# Cantón de Caumont-l'Éventé
El cantón de Caumont-l'Éventé era una división administrativa francesa, que estaba situada en el departamento de Calvados y la región de Normandía.

## Composición
El cantón estaba formado por catorce comunas:
- Anctoville
- Caumont-l'Éventé
- Cormolain
- Foulognes
- Hottot-les-Bagues
- La Lande-sur-Drôme
- La Vacquerie
- Livry
- Longraye
- Sainte-Honorine-de-Ducy
- Saint-Germain-d'Ectot
- Sallen
- Sept-Vents
- Torteval-Quesnay

## Supresión del cantón de Caumont-l'Éventé
En aplicación del Decreto n.º 2014-160 de 17 de febrero de 2014, el cantón de Caumont-l'Éventé fue suprimido el 22 de marzo de 2015 y sus 14 comunas pasaron a formar parte; diez del nuevo cantón de Aunay-sur-Odon y cuatro del nuevo cantón de Trévières.